# Guerre sociale (Rome)
Pour les articles homonymes, voir Guerre sociale.
Unification romaine de l'Italie
La guerre sociale, ou guerre marsique ou encore guerre italique, oppose la République romaine et les alliés italiens entre 90 et 88 av. J.-C. Elle éclate à la suite de l'assassinat du tribun de la plèbe Livius Drusus en octobre 91 av. J.-C., alors qu'il tentait de faire obtenir la citoyenneté romaine aux Italiens alliés de Rome.
À la suite de cette guerre, l'Italie romaine est unifiée administrativement sous un régime juridique, et tous les hommes libres obtiennent la citoyenneté romaine.

## Origines
La guerre sociale tire son nom du latin socii qui signifie alliés : elle opposa Rome à ses alliés italiques, qui réclamèrent le droit à la citoyenneté romaine. En effet, alors que l'Italie est sous l'autorité romaine depuis la fin de la première guerre punique (242 av. J.-C.), soit par un habile jeu d'alliances, soit par conquête, seuls les Romains ont le droit de citoyenneté complète.
Cette différenciation induit un traitement inégal lors des procès, lors du paiement des impôts, interdit l'accès aux adjudications de terres publiques (ager publicus), etc. Or, les alliés fournissent autant, si ce n'est plus, de troupes à Rome que les citoyens eux-mêmes ne peuvent en fournir. De ce fait, ils participent activement aux conquêtes de Rome, qui domine presque sans partage le bassin méditerranéen au début du Ier siècle av. J.-C. De plus, les soldats alliés sont généralement plus exposés lors des opérations militaires et ont droit à une part de butin moins importante que les légionnaires romains.
D'un simple lien de suzeraineté, les alliés étaient tombés dans l’assujettissement le plus strict. Rome, après sa conquête de la péninsule italique, restreignit fortement les possibilités d'intégrations à la cité. Ainsi, et alors qu'autrefois les anciennes villes latines avaient eu le droit de libre intercourse (procédé par lequel les habitants de ces villes, en émigrant dans Rome y étaient admis à l'état de citoyens passifs), Rome au moyen d'un plébiscite ainsi que d'un sénatus-consulte (respectivement en 126 av. J.-C. et 122 av. J.-C.) s'en prend directement au droit d'immigration, au terme duquel tous les non-citoyens résidant à Rome sont expulsés. À la suite de ces mesures, la révolte et le sac de Frégelles avaient eu lieu en 125 av. J.-C., établissant le caractère nouveau de la domination romaine, vœu silencieux pour l'obtention de l'égalité civique de la part des partisans italiques.

## Déroulement
Le Marse Quintus Pompaedius Silo, porte-parole de la péninsule dans les négociations avec Livius Drusus (95 av. J.-C.) et le Samnite Caius Papius Mutilus dirigent le mouvement. Les diverses cités italiques, pour prévenir toute défection, se livrent des otages. À Asculum, dans le Picénum, le préteur Servilius, qui avait brutalisé les habitants et cherché à les intimider par des menaces, est mis à mort avec tous les Romains présents dans la ville. Le mouvement se développe dans les Apennins central et méridional, où les revendications politiques se doublent d’une haine nationale héréditaire contre les Romains. Les Marses, les Péligniens, les Vestins, les Marrucins et les Picentins au nord ; les Lucaniens, les Apuliens, les Frentans, les Hirpins, la colonie de Venusia et les Samnites au sud. Tout le Centre et le Sud de l’Italie jusqu’au Métaure à l’est, à la baie de Naples vers l’ouest, se trouvent en insurrection. Les cités grecques au sud et au nord, Étrusques, Ombriens et Gaulois restent provisoirement dans l’expectative, de même que certains membres des peuples coalisés. 
Les Italiques tentent une dernière démarche à Rome. Le Sénat leur répond par un ultimatum formel et les somme de faire leur soumission immédiate. Les Italiques répondent par la sécession et proclament leur indépendance. Ils se constituent en une confédération italique et se dotent d'un corps de magistrature calqué sur celui de la cité romaine : un Sénat de 500 membres, une assemblée du peuple, deux consuls, Quintus Pompædius Silo et Caius Papius Mutilus, douze préteurs. La capitale est placée à Corfinium dans les Abruzzes, qui reçoit le nom d’Italica. Une monnaie fédérale est frappée à la légende Italia. Les Italiens lèvent une forte armée de 100 000 hommes sous le commandement des consuls et des préteurs fédéraux. Une armée territoriale, formée des milices locales et commandée par des chefs indigènes pourvoit à la défense du pays. 
Le Sénat romain organise rapidement sa défense. Il possède l’avantage d’une situation centrale, de cadres expérimentés, de la maîtrise des mers et de ressources en hommes et en argent provenant des provinces. Une armée romaine de 100 000 hommes, recrutée parmi les citoyens, les alliés restés fidèles et les provinciaux, est mise sur pied et placée sous le commandement de deux consuls et de dix légats (dont Marius et Sylla). Les Italiques prennent l’offensive. Deux armées venues du sud et du nord marchent sur Rome par les vallées du Tibre et du Vulturne. Les deux armées consulaires romaines se postent au débouché des montagnes pour les empêcher d’arriver dans la plaine. Elles y parviennent au nord, mais au sud le Vulturne est forcé et la Campanie méridionale envahie. À la fin de la première année de guerre, l’avantage est aux Italiques. Les opérations prennent vite un caractère atroce (chefs romains et garnisons massacrés, femmes scalpées) et les allures d’une guerre d’extermination. Les Étrusques et les Ombriens commencent à s’agiter. 
Alarmé, le Sénat se décide à concéder le droit de cité à certains peuples italiques. Il commence par la lex Julia et le destine aux alliés de Rome restés fidèles. L’insurrection cesse de s’étendre.
En 89 av. J.-C., la lex Plautia Papiria des deux tribuns M. Plautius Silvanus et C. Papirius Carbo généralise les concessions antérieures et accorde en principe le droit de cité à tous les Italiques au sud du Pô sans exception, sous les seules conditions d’avoir leur domicile légal en Italie et de venir, dans les deux mois, se faire inscrire à Rome par le préteur. La nécessaire présence à Rome et le court délai sont deux moyens parfaitement combinés pour disloquer les armées des insurgés. Un grand nombre d’alliés viennent se faire inscrire, mais les peuples des Abruzzes restent récalcitrants. 
Le Sénat reprend l’offensive. Deux grandes armées sont mises sur pied, l’une au nord dans la vallée du Tibre, l’autre au sud, commandée par Sylla. Les insurgés opposent une résistance désespérée. L’armée du nord envahit le pays des Marses, et après un long siège prend Asculum, puis la capitale fédérale, Corfinium. Les Marses, les Vestins, les Péligniens capitulent. Sylla reconquiert la Campanie, remonte la vallée du Vulturne et prend Bovianum où avait été transférée la capitale de la Confédération. À la fin de l’année, hormis quelques débris de l’armée samnite, l’insurrection est matée.
En 88 av. J.-C., Mamercus Aemilius Lepidus bat les Samnites lors d'une courte campagne : Nole est prise et Pompædius Silo est tué. Les restes des armées samnite et lucanienne se réfugient dans les forêts impénétrables du Bruttium.

## Conséquences
Finalement, les alliés de Rome obtiennent satisfaction et l'Italie est unifiée sous un seul régime juridique. Rome a également vaincu tous ses alliés successivement, en s'appuyant sur ceux qui n'étaient pas encore révoltés, puis en s'appuyant sur les premiers révoltés revenus sous son autorité pour vaincre les seconds. Par ailleurs, au recensement de 70, la population civique de Rome passe à 900 000 citoyens, plus du double que 50 ans auparavant.
Sur la scène politique romaine, Sylla a acquis un prestige considérable par ses victoires et par son habileté dans le commandement de ses soldats. À l'inverse, Marius a vu diminuer son prestige : originaire du Latium et certainement plus compréhensif vis-à-vis des révoltés, il a plus cherché la réconciliation entre ses troupes et celles des révoltés que l'affrontement brutal. Sylla est désormais l'homme providentiel à Rome. À la guerre qui s'achève en -88 succède la même année la première guerre civile entre Marius et Sylla.